# Рагна Нільсен
Рагна Вільгельміне Нільсен (до шлюбу Ульманн (17 липня 1845 , Християнія, Норвегія  — 29 вересня 1924 , Християнія, Норвегія ) — норвезька освітянка, публіцистка, феміністка, політична діячка, засновниця організацій, письменниця, спіритуалістка. Перша директорка середньої школи в Норвегії.

## Особисте життя
Рагна Ульманн народилася 1845 року в Крістіанії (нині Осло) у сім'ї освітянки, публіцистки, літкритикині та феміністки Катрін Йоганн Фредрікке Вільгельміне Дункер та Йоргена Акселя Ніколая Ульманна. 
Вона стала дружиною Людвіга Нільсена в 1879 році та оселилася з чоловіком у Тромсе. Пара розлучилася в 1884 році, коли вона повернулася до Крістіанії. Мала брата, політика Вігго Ульмана.

## Кар'єра
У дитинстві Рагна відвідувала школу для дівчаток своєї матері, а потім відвідувала приватну школу для дівчат Гартвіга Ніссена до 1860 року. 
З 1862 року вона отримала призначення в школу Ніссена, де викладала до 1879 року. Працювала вчителькою у Тромсе до 1884 року. Заснувала школу Fru Nielsens Latin- og Realskole в Крістіанії в 1885 році. Спочатку передбачалося навчання в закладі освіти лише для дівчат, але незабаром стала спільною школою для дівчаток і хлопчиків. Рагна Нільсен стала першою директоркою середньої школи (норв. gymnas) в Норвегії.
Очолювала Норвезьку асоціацію прав жінок з 1886 по 1888 рік та з 1889 по 1895 рік. Нільсен заснувала або співзаснувала низку організацій, зокрема Kvindestemmeretsforeningen у 1885 році Norske kvindelige Handelsstands Forening в 1890 році, Norsk Fredsforening у 1891 році та Hjemmenes Vel у 1898 році. 
Була обрана до міської ради Крістіанії з 1901 по 1904 рік. 
Рагна Нільсен також співзаснувала мовну організацію Riksmålsforeningen у 1907 році та очолювала її з 1909 по 1910 рік. Також займалася рухом спіритуалізму та співзаснувала Norsk Selskap for Psykisk Forskning у 1917 році.
Рагна Нільсен співзаснувала жіночий журнал Norske Kvinder в 1921 році. 
Серед її книг Norske kvinder i det 19de aarhundrede з 1904 року, Fra de smaa følelsers tid з 1907 року (опубліковано анонімно), і Sisyphos og de politiske partier з 1922 року.